# Surco (neuroanatomía)

Surcos limitantes (sulcus) y circunvoluciones
o giros (gyrus).

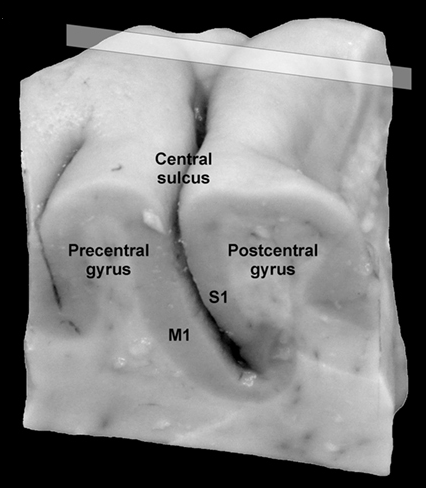
Surco central (central sulcus) del cerebro, separando los giros precentral y pos-central.

En anatomía humana, un surco, también llamado cisura, anfractuosidad o hendidura ([TA]: sulcus) es un término general usado para toda ranura o repliegue, especialmente las de la superficie de la corteza cerebral que separan las circunvoluciones.

## Surcos del cerebro
Son los repliegues  ubicados entre las circunvoluciones del cerebro.
- Surco basilar de la protuberancia o surco basilar del hueso occipital ([TA]: sulcus basilaris pontis).  Surco anteromedio en la protuberancia anular, que alberga a la arteria basilar.
- Surco calcarino, fisura calcarina o cisura calcarina ([TA]: sulcus calcarinus). Surco localizado sobre la superficie interna del lóbulo occipital; separa la porción cuneiforme de dicho lóbulo y la circunvolución lingual.
- Surco del cuerpo calloso o surco calloso ([TA]: sulcus corporis callosi). Surco que encierra las superficie convexa del cuerpo calloso, a nivel de la fisura cerebral longitudinal.
- Surco del cíngulo, surco cingular o surco callosomarginal (sulcus cingulatum, [TA]: sulcus cinguli). Surco largo de aspecto irregular sobre la superficie medial de un hemisferio cerebral, que separa la circunvolución del cíngulo de la circunvolución frontal media por debajo y del lóbulo paracentral por arriba. Puede dividirse en las porciones frontal y marginal.
- Surco central del cerebro ([TA]: sulcus centralis cerebri). Surco relativamente profundo y casi vertical sobre el hemisferio cerebral, que separa al lóbulo frontal del lóbulo parietal.
- Surco central de la ínsula ([TA]: sulcus centralis insulae). Repliegue oblicuo profundo que divide a la ínsula en una parte anterior de mayor tamaño y una parte posterior de menor tamaño o pequeño
- Surco colateral o fisura colateral ([TA]: sulcus collateralis). Surco longitudinal ubicado sobre la superficie inferior del hemisferio cerebral, entre la circunvolución fusiforme y la circunvolución del hipocampo.
- Surcos frontales (sulci frontales). Comprenden el surco frontal inferior, el surco frontal superior y el surco del hueso frontal para el seno sagital superior.

- Surco frontal inferior ([TA]: sulcus frontalis inferior). Corto surco longitudinal que separa a la circunvolución frontal inferior de la circunvolución frontal media.
- Surco frontal superior ([TA]: sulcus frontalis superior). Surco longitudinal que separa a la circunvolución frontal media de la circunvolución frontal superior.
- Surco del hueso frontal para el seno sagital superior o surco longitudinal del hueso frontal ([TA]: sulcus sinus sagittalis superioris ossis frontalis). Surco medio sobre la superficie cerebral de la escama del hueso frontal; sólo en la parte superior se continúa con el surco sagital del hueso parietal y alberga la porción anterior del seno parietal superior.

- Surco de la habénula o surco habenular (sulcus habenularis, [TA]: sulcus habenulae). Surco que separa el trígono de la habénula de la cara superior del tálamo.
- Surco hipotalámico o surco de Monro ([TA]: sulcus hypothalamicus). Surco curvo y superficial, localizado sobre la pared del tercer ventrículo, que se extiende desde el agujero interventricular hasta el acueducto cerebral.
- Surco del hipocampo o fisura del hipocampo (sulcus hippocampalis, [TA]: sulcus hippocampi). Surco que se extiende desde el esplenio del cuerpo calloso hasta casi la punta del lóbulo temporal, y forma el límite medial de la circunvolución del hipocampo.
- Surco interhemisférico, cisura intercerebral o cisura longitudinal del cerebro. Hendidura profunda entre los hemisferios cerebrales que se extiende hacia abajo hasta el cuerpo calloso.
- Surco intraparietal, surco interparietal, . Surco irregular, situado sobre la superficie convexa del lóbulo parietal del cerebro y entre las partes inferior y superior de los lóbulos parietales.
- Surco lateral del cerebro, surco cerebral lateral, fisura de Silvio, fisura silviana, fosa de Silvio, fosa silviana, cisura de Silvio, cisura silviana ([TA]: sulcus lateralis cerebri). Pliegue profundo que se inicia en la sustancia perforada anterior. Se extiende en sentido lateral (hacia afuera) entre el lóbulo temporal y el lóbulo frontal, y se vuelve hacia atrás entre el lóbulo temporal y el lóbulo parietal. Se divide en tres ramas: posterior, ascendente y anterior.
- Surco lateral del pedúnculo cerebral o surco cerebral del mesencéfalo (sulcus lateralis mesencephali, [TA]: sulcus lateralis pedunculi cerebri). Surco longitudinal situado a un lado del mesencéfalo; separa el pedúnculo cerebral del tegmento.
- Surco limitante de la fosa romboidea ([TA]: sulcus limitans fossae rhomboideae). Surco longitudinal sobre el lado externo de la eminencia interna, que se extiende a todo lo largo del suelo del cuarto ventrículo.
- Surco limitante de la ínsula o surco circular de la ínsula o surco de Reil (sulcus circularis insulae, sulcus limitans insulae). Fisura que rodea casi por completo a la ínsula (lóbulo insular) y la separa del opérculo.
- Surco limitante del ventrículo cerebral o surco limitante (sulcus limitans, [TA]: sulcus limitans ventriculorum cerebri). Escotadura situada a la mitad de la superficie interna de cada pared lateral del tubo neural. La separa en una placa alar dorsal y una placa basal ventral.
- Surco oculomotor, surco del nervio oculomotor, surco medial del pedúnculo cerebral, surco medial de los pedúnculos cerebrales, surco interno de los pedúnculos cerebrales, surco medial del mesencéfalo, surco interno del mesencéfalo, surco medial o surco interno ([TA]: sulcus oculomotoris, sulcus nervi oculomotoris, sulcus medialis cruris cerebri, sulcus medialis mesencephali). Surco longitudinal de la cara medial de la parte ventral del pedúnculo cerebral que aloja al nervio oculomotor.
- Surco medio del cuarto ventrículo ([TA]: sulcus medianus ventriculi quarti). Hendidura media situada en el suelo del cuarto ventrículo.
- Surco occipital anterior ([TA]: sulcus occipitalis anterior). Repliegue variable de disposición vertical sobre la superficie convexa del cerebro, que algunos autores consideran como línea de división entre el lóbulo parietal y el lóbulo occipital.
- Surco occipital transverso ([TA]: sulcus occipitalis transversus). Surco vertical en el dorso de la circunvolución angular, que puede contribuir a formar el límite anterior del lóbulo occipital o encontrarse dentro del mismo.
- Surcos occipitales laterales ([TA]: sulcus occipitales laterales). Repliegues horizontales que dividen a las circunvoluciones occipitales externas en partes superior e inferior.
- Surcos occipitales superiores ([TA]: sulcus occipitales superiores). Surcos irregulares que tienen relación con las circunvoluciones occipitales superiores.
- Surco occipitotemporal o temporal inferior ([TA]: sulcus occipitotemporalis). Surco longitudinal ubicado sobre la superficie inferior del lóbulo temporal, que separa a la circunvolución temporal inferior y la circunvolución occipitotemporal lateral u occipitotemporal externa.
- Surcos orbitarios del lóbulo frontal ([TA]: sulci orbitales lobi frontalis). Surcos irregulares dentre las circunvoluciones orbitarias del lóbulo frontal.
- Surco paraolfatorio anterior ([TA]: sulcus paraolfactorius anterior). Surco situado sobre la superficie interna del hemisferio cerebral, entre la región o área paraolfatoria por detrás y la circunvolución frontal inferior por delante.
- Surco paraolfatorio posterior ([TA]: sulcus paraolfactorius posterior). Surco incurvado sobre la superficie interna del hemisferio cerebral, por debajo del esplenio del cuerpo calloso, entre la circunvolución paraterminal y el área paraolfatoria.
- Surco parietooccipital propiamente dicho o fisura parietooccipital ([TA]: sulcus parietooccipitalis). Surco que se encuentra en la superficie interna de cada hemisferio cerebral y que discurre hacia arriba, desde el surco calcarino, y que establece los límites entre las porciones cuneiforme y precuneiforme del lóbulo occipital, y también entre éste y el lóbulo parietal.
- Surcos polares. Fisuras pequeñas que rodean al extremo posterior del surco calcarino.
- Surco poscentral o surco retrocentral ([TA]: sulcus postcentralis). Surco localizado en la superficie superoexterna del cerebro, que separa a la circunvolución poscentral del resto del lóbulo parietal.
- Surco posclival. Fisura del cerebro entre el clivus y las hojas del vermis.
- Surco precentral, surco prerrolándico o surco vertical ([TA]: sulcus precentralis). Surco vertical sobre la superficie convexa del hemisferio cerebral, que separa a la circunvolución precentral del resto del lóbulo frontal del cerebro.
- Surco rinal ([TA]: sulcus rhinalis). Fisura ubicada sobre la superficie inferior del hemisferio cerebral; separa a la parte anterior de la circunvolución del hipocampo del resto del lóbulo temporal.
- Surco semilunar ([TA]: sulcus lunatus). Pequeño repliegue de forma semilunar que se observa a veces sobre la superficie lateral externa del lóbulo occipital del cerebro. Está más desarrollado en el cerebro de ciertos primates. Recibió también el nombre «fisura simiesca» (Reidinger).
- Surco silviano, surco de Silvio, fosa lateral del cerebro o, más comúnmente, cisura de Silvio (sulcus Sylvii).
- Surco subparietal o surco supraesplenial ([TA]: sulcus subparietalis). Surco ubicado sobre la superficie interna del hemisferio cerebral, por arriba del esplenio del cuerpo calloso, que separa el área precuneal de la circunvolución del cuerpo calloso.
- Surco temporal inferior o surco occipitotemporal ([TA]: sulcus temporalis inferior). Surco longitudinal en la cara lateral del lóbulo temporal que separa la circunvolución temporal media y la circunvolución temporal inferior. Inicialmente se denominó surco temporal medio.
- Surco temporal superior ([TA]: sulcus temporalis superior). Surco longitudinal sobre la superficie lateral del hemisferio cerebral, que pasa hacia abajo y hacia adelante desde la circunvolución angular hacia el polo temporal y establece la separación entre la circunvolución temporal superior y la circunvolución temporal media.
- Surcos temporales transversos ([TA]: sulcus temporalis transversi). Surcos irregularmente verticales en el lóbulo temporal, que se encuentran dentro del surco externo.

## Surcos del cerebelo
- Surcos cerebelosos, más conocidos como fisuras del cerebelo (sulci cerebelli, fissura cerebelli). Numerosos surcos poco profundos en la corteza del cerebelo, en la superficie y dentro de las hendiduras más profundas, que dividen la corteza en hojas.[2]
- Surco horizontal del cerebelo, más conocido como cisura horizontal del cerebelo, o gran circo circunferencial de Vicq d'Azyr (sulcus horizontalis cerebelli, fissura horizontalis cerebelli). Surco que separa el lóbulo superior del cerebelo del lóbulo inferior.[3]
- Surco posnodular. Surco localizado sobre la superficie inferior del cerebelo, entre el nódulo y la úvula.
- Surco pospiramidal. Surco situado sobre la superficie inferior del cerebelo, entre la pirámide y el tubérculo del vermis.
- Surco preclival. Fisura del cerebelo entre el culmen y el clivus.
- Surco prepiramidal. Surco localizado sobre la superficie inferior del cerebelo, entre la úvula y la pirámide.
- Surco primario del cerebelo (fissura prima cerebelli). Hendidura que separa el lóbulo anterior del cerebelo del lóbulo posterior del cerebelo; está situada entre el culmen y el declive del vermis y entre la parte del hemisferio del cerebelo que se continúa con el culmen y el lóbulo simple.
- Surco vermicular. Fisura ubicada entre el vermis y el hemisferio cerebeloso.

## Surcos del bulbo raquídeo
- Surco anterior del bulbo raquídeo (fissura mediana medullae oblongatae, [TA]: fissura anterior medullae oblongatae). cisura longitudinal en el plano medio de la superficie anterior del bulbo raquídeo, que se continúa con el surco medio anterior de la médula espinal; separa a las pirámides y está parcialmente obliterado en la parte inferior por su decusación.
- Surco anteromediano del bulbo raquídeo (fissura mediana ventralis medullae oblongatae).
- Surco bulbopontino o pontobulbar ([TA]: sulcus bulbopontinus). Surco transverso por delante y a cada lado de la protuberancia que la delimita del bulbo raquídeo y que está ocupado por el nervio abducente, el nervio facial y el nervio vestibulococlear.
- Surco lateral posterior del bulbo raquídeo, surco dorsolateral del bulbo raquídeo o surco posterolateral del bulbo raquídeo (sulcus posterolateralis medullae oblongatae, sulcus dorsolateralis medullae oblongatae, [TA]: sulcus lateralis posterior medullae oblongatae). Extensión hacia arriba del surco dorsolateral de la médula espinal; proporciona conexión a las fibras del nervio glosofaríngeo, el nervio vago y el nervio accesorio.
- Surco medio posterior del bulbo raquídeo, surco medio dorsal del bulbo raquídeo, surco mediodorsal del bulbo raquídeo, fisura mediodorsal del bulbo raquídeo, fisura medioposterior del bulbo raquídeo o  (sulcus medianus dorsalis medullae oblongatae, [TA]: sulcus medianus posterior medullae oblongatae). Surco estrecho y sólo está presente en la parte cerrada del bulbo raquídeo, que escontinuación del surco mediano dorsal de la médula espinal; separa los fascículos de Goll y los fascículos Burdach.
- Surco pontopeduncular. Surco que separa a la protuberancia anular del mesencéfalo (representado por los pedúnculos cerebrales).
- Surco ventrolateral del bulbo raquídeo, surco anterolateral del bulbo raquídeo o surco lateral anterior del bulbo raquídeo (sulcus anterolateralis medullae oblongatae, sulcus lateralis anterior medullae oblongatae, sulcus ventrolateralis medullae oblongatae). Surco longitudinal en la cara ventral del bulbo raquídeo, lateral a la pirámide, del cual emergen las fibras del nervio hipogloso.

## Surcos de la médula espinal
- Surco intermedio anterior de la médula espinal o surco paramedio anterior de la médula espinal.
- Surco intermedio posterior de la médula espinal, surco paramedio posterior de la médula espinal, surco intermedio dorsal de la médula espinal o surco posterointermedio de la médula espinal (sulcus intermedius dorsalis medullae spinalis, [TA]: sulcus intermedius posterior medullae spinalis). Surco longitudinal en la parte cervical y torácica alta de la médula espinal, entre los fascículos de Goll y los fascículos de Bourdach.
- Surco lateral anterior de la médula espinal, surco anterolateral de la médula espinal o surco ventrolateral de la médula espinal (sulcus anterolateralis medullae spinalis, [TA]: sulcus lateralis anterior medullae spinalis).
- Surco lateral posterior de la médula espinal, surco dorsolateral de la médula espinal o surco posterolateral de la médula espinal (sulcus dorsolateralis medullae spinalis, [TA]: sulcus lateralis posterior medullae spinalis). Surco longitudinal sobre la superficie dorsolateral de la médula espinal; da entrada a las raíces de los nervios dorsales y separa el cordón lateral del cordón dorsal.
- Surco medio anterior de la médula espinal, surco anteromediano de la médula espinal, fisura mediana anterior de la médula espinal, hendidura mediana de la médula espinal, hendidura anterior de la médula espinal o línea de Haller (sulcus posterolateralis medullae spinalis, fissura mediana medullae spinalis, fissura anterior medullae spinalis). Hendidura longitudinal profunda en el plano medio de la superficie anterior de la médula espinal; contiene la arteria espinal anterior en la línea splendens.
- Surco medio posterior de la médula espinal, surco medio dorsal de la médula espinal, surco mediodorsal de la médula espinal, fisura dorsal de la médula espinal o surco posterior de la médula espinal (sulcus medianus dorsalis medullae spinalis, [TA]: sulcus medianus posterior medullae spinalis). Hendidura vertical poco profunda en la cara dorsal de la médula espinal, en su parte media, desde la cual se prolonga el tabique mediodorsal; separa los fascículos de Burdoch.
- Surco ventral de la médula espinal, fisura medioventral de la médula espinal o fisura media ventral de la médula espinal (sulcus ventralis medullae spinalis, fissura mediana ventralis medulla spinalis).
- Surco ventrolateral de la médula espinal, surco anterolateral de la médula espinal o surco lateral anterior de la médula espinal ([TA]: sulcus ventrolateralis medullae spinalis). Surco longitudinal en la cara ventral de la médula espinal, del cual emergen las raíces nerviosas ventrales. Separa los cordones ventral y lateral.